# Verwertungsgesellschaft Musikedition
Die Verwertungsgesellschaft Musikedition ist als Verwertungsgesellschaft ein wirtschaftlicher Verein kraft staatlicher Verleihung. Wie alle deutschen Verwertungsgesellschaften untersteht sie der Aufsicht und der Kontrolle des Deutschen Patent- und Markenamtes, des Bundesjustizministeriums sowie des Bundeskartellamtes. Die VG Musikedition macht keine eigenen Gewinne; vielmehr verteilt sie nach Abzug ihrer Verwaltungskosten (im Geschäftsjahr 2013 6,6 %) sämtliche Einnahmen an ihre Mitglieder.
Die 1886 (zum 31. Dezember 2017) ordentlichen und angeschlossenen Mitglieder der VG Musikedition sind Verlage, Komponisten, Texter und wissenschaftliche Herausgeber. Die VG Musikedition selbst wiederum ist Gesellschafter der 'Zentralstelle Fotokopieren an Schulen' (ZFS) und der Zentralstelle Bibliothekstantieme (ZBT).
Die Geschäftsstelle der VG Musikedition befindet sich in Kassel. Geschäftsführer ist seit 2002 Christian Krauß, Präsident ist seit 2018 Sebastian Mohr (Breitkopf & Härtel, Wiesbaden). Mitglieder des Verwaltungsrates als Aufsichtsgremium sind Thomas Sertl (Schott Music, Mainz), Friedemann M. Strube (Strube, München), der Liedermacher Wolfgang Hering sowie die Musikwissenschaftlerin Gabriele Buschmeier (Akademie der Wissenschaften und der Literatur, Mainz).

## Geschichte
Die VG Musikedition wurde am 1. März 1966 als „Interessengemeinschaft Musikwissenschaftlicher Herausgeber und Verleger“ (IMHV). gegründet. Sie beruft sich auf das Urheberrechtsgesetz (UrhG) und das Urheberrechtswahrnehmungsgesetz (UrhWG). Durch die Urheberrechtsreform im Jahre 1965 war es zum ersten Mal möglich, wissenschaftliche Ausgaben zu schützen.
Seit einer Strukturreform 2005 trägt sie den Namen „VG Musikedition – Verwertungsgesellschaft – Rechtsfähiger Verein kraft Verleihung“, da sich im Laufe der Jahre die Tätigkeitsschwerpunkte der VG Musikedition insbesondere im Hinblick auf die Wahrnehmung von zahlreichen grafischen Vervielfältigungsrechten und gesetzlichen Vergütungsansprüchen veränderten.

## Schutzorganisation
Die VG Musikedition ist eine treuhänderisch tätige Schutzorganisation für den schöpferischen Menschen. Laut EU-Kommission stellen Verwertungsgesellschaften ein Gegengewicht zur Marktmacht der Werknutzer dar („GEMA-Entscheidung“). Werknutzer sind u. a. Rundfunk, Fernsehen, Major Companies, Kirchen, öffentliche Einrichtungen und Online-Anbieter. Die EU-Kommission spricht hier von der „Kulturverträglichkeitsklausel“ (Wirtschaftlicher Vertrag – kulturelle Verträglichkeit).

## Herstellung von Fotokopien musikalischer Werke
Die größte wirtschaftliche Bedeutung für die VG Musikedition hat inzwischen die Lizenzierung von Ausnahmeregelungen des Fotokopierverbotes von Noten. Gemäß § 53 Abs. 4 UrhG gibt es kein Recht auf Privatkopie bei Noten, wenn die Musikwerke selbst noch dem Urheberrecht unterliegen. Ausnahmen hiervon, die der Gesetzgeber vorgesehen hat, spielen in der Realität faktisch keine Rolle. Im Auftrag der Verlage und Urheber hat die VG Musikedition mit der Kultusministerkonferenz Verträge abgeschlossen, die das Fotokopieren für den Schulunterricht an allgemein bildenden Schulen (Schulen im Sinne der Schulgesetze) erlauben. Weiter existieren Verträge mit beiden großen Kirchen sowie weit mehr als tausend freikirchlichen Gemeinden und Verbänden, die es diesen erlauben, für den kirchlichen Gebrauch Vervielfältigungen (Kopien, Folien, Beamer) herzustellen und zu nutzen.
Seit September 2008 haben auch Musikschulen und Kindergärten die Möglichkeit, nach Abschluss einer Lizenzvereinbarung mit der VG Musikedition Kopien in begrenztem Umfang herzustellen und zu verwenden. Die Lizenzgebühr beträgt 56 € pro Jahr für bis zu 500 Kopien, für kirchliche und kommunale Kindergärten 44,80 €. Gleiches gilt inzwischen auch für Volkshochschulen und andere Einrichtungen der Erwachsenenbildung sowie der Aus- und Weiterbildung und für Seniorenheime.
In der Regel dürfen keine Kopien für Chöre, Orchester, Instrumentalensembles etc. angefertigt werden. Dies gilt aber ebenfalls nur für Noten von Musikwerken, die noch dem Urheberrecht unterliegen – und bei denen es sich auch nicht um Bearbeitungen handelt, die genauso dem Urheberrecht unterliegen wie Ur-Kompositionen und zwar bis 70 Jahre nach dem Tod des Bearbeiters. Außerdem unterliegen wissenschaftliche Ausgaben oder Editiones principes (Erstausgaben) einem eigenen Urheberrecht (siehe unten). Dieses endet allerdings bereits 25 Jahre nach Erscheinen der Ausgabe. Sind alle Fristen abgelaufen, können Noten grundsätzlich auch kopiert werden (siehe auch Rechtsschutz von Notenbildern). Zahlreiche bis heute verbreitete und handelsübliche Klassiker-Ausgaben sind Neudrucke alter Ausgaben. Diese Neudrucke fallen ebenfalls nicht mehr unter das Kopierverbot. Auch eine neuerliche Anbringung eines Copyright-Vermerkes mit dem Jahr der Neuauflage verlängert die Schutzfrist nicht (siehe Copyfraud), solange es sich um dasselbe Werk und Stichbild handelt.
Lizenzverträge zum Kopieren (Vervielfältigen) von Noten können auch Einrichtungen der Erwachsenenbildung, der Aus- und Weiterbildung, der Alten- und Wohlfahrtspflege und sonstige Heil- und Pflegeeinrichtungen abschließen.

## Wissenschaftliche Ausgaben und Editiones principes
Die VG Musikedition nimmt darüber hinaus die Nutzungsrechte der nach § 70 UrhG (Schutz wissenschaftlicher Ausgaben) und § 71 UrhG (editio princeps) geschützten Ausgaben und Werke wahr. Dazu gehören in erster Linie die Aufführungsrechte, die Senderechte, das Recht der öffentlichen Zugänglichmachung sowie die mechanischen Vervielfältigungs- und Verbreitungsrechte.
Da Rechtsprechung und einschlägige Kommentarliteratur sehr spärlich sind, hat die VG Musikedition in den zurückliegenden Jahren detaillierte Kriterien für die Schutzfähigkeit von Werken und Ausgaben nach §§ 70/71 UrhG aufgestellt, die nachfolgend knapp und ohne Anspruch auf Vollständigkeit dargestellt werden.
Eine wissenschaftlich-kritische Ausgabe gem. § 70 UrhG liegt beispielsweise dann vor, wenn die Ausgabe auf einer umfangreichen Quellensichtung und -bewertung beruht, wenn die Quellenlage, die Editionsprinzipien und die Editionsentscheidungen in einem sog. Kritischen Bericht oder Revisionsbericht dokumentiert werden, oder wenn der Notentext typografisch differenziert ist, also dann, wenn z. B. Herausgeberzusätze durch Klammern o. ä. kenntlich gemacht sind. Darüber hinaus schreibt der Gesetzgeber vor, dass sich die Ausgabe wesentlich von früheren Ausgaben unterscheiden muss. Eine wesentliche Unterscheidung liegt dann vor, wenn einzelne Unterschiede musikalisch-substantiell festzustellen und auch hörbar, zumindest aber optisch wahrnehmbar, sind. Zu nennen sind hier u. a. neue Vortragsbezeichnungen, die Rekonstruktion von fehlenden Teilen eines Werkes, Änderung und Ergänzung von Noten, unterschiedliche Dynamik, Artikulation, Agogik oder Tondauer.
Ob eine Ausgabe die Kriterien der Schutzfähigkeit erfüllt, wird vom aus Musikwissenschaftlern bestehenden Werkausschuss der VG Musikedition überprüft.
Bei der Frage nach der Schutzfähigkeit gem. § 71 UrhG ist zu prüfen, ob das angemeldete Werk noch nicht erschienen ist – weder in Form einer Druckausgabe noch als Tonträger. Auch Faksimile-Wiedergaben, alte Stimmendrucke, Drucke in Tabulaturen oder Mensuralnotation sind dabei als Druckausgaben zu verstehen. Handschriftlich angefertigte Partituren oder Stimmen gelten dann als erschienen, wenn diese Materiale in ausreichender Anzahl hergestellt wurden und „der Öffentlichkeit angeboten oder in Verkehr gebracht worden sind“ (i. S. v. § 6 Abs. 2 UrhG). Ein wissenschaftlicher Editionsbericht, so wie bei Ausgaben nach §70 UrhG gefordert, ist bei Erstausgaben nach § 71 UrhG nicht zwingend gefordert, jedoch allgemein üblich. Seit der Änderung des Urheberrechtsgesetzes vom 1. Juli 1995 (zurückgehend auf eine EU-Richtlinie) kann der Schutz gem. § 71 UrhG auch durch die Variante der „erstmaligen öffentlichen Wiedergabe“ erreicht werden. Das Werk darf in diesem Fall allerdings niemals zuvor, auch nicht vor 200 oder 300 Jahren, öffentlich aufgeführt worden sein.

## Vervielfältigung von Werken der Musik in Sammlungen
Weiter nimmt die VG Musikedition die Vergütungsansprüche aus § 46 Abs. 4 UrhG und § 60b UrhGwahr. Diese erlauben die genehmigungsfreie, aber vergütungspflichtige Vervielfältigung von noch geschützten Werken der Musik in Sammlungen für den religiösen Gebrauch oder Unterrichtsgebrauch. Nicht privilegiert im Sinne des § 60b UrhG ist der Musikunterricht an Musikschulen.

## Musik im Gottesdienst
Seit 2008 nimmt die VG Musikedition auch die Rechte für die so genannte Musik im Gottesdienst wahr, allerdings nur gegenüber freikirchlichen Gemeinden. Gemeinden, die geschützte Werke im Gottesdienst aufführen oder öffentlich wiedergeben, auch mittels Tonträger, erhalten eine Nutzungslizenz gemäß dem GEMA-Tarif WR K-2. Für Freikirchen, die Mitglied in der VEF (Vereinigung Evangelischer Freikirchen) sind, besteht ein entsprechender Rahmenvertrag mit der GEMA (vermittelt durch die EKD), der die Genehmigung zur öffentlichen Wiedergabe von Werken des GEMA-Repertoires in Gottesdiensten und gottesdienstähnlichen Veranstaltungen umfasst und pauschal abgilt.

## Kopieren von Noten in Kindergärten
Im Januar 2011 versandte die GEMA im Auftrag der VG Musikedition ein Schreiben an 36.000 Kindergärten, mit dem den Kindergärten ein Angebot unterbreitet wurde, gegen Zahlung einer Pauschale von 56 Euro bis zu 500 Kopien von urheberrechtlich geschützten Noten und Liedertexten anzufertigen. Zudem sollten die Kindergärten, sofern sie Kopien von urheberrechtlich geschützten Werken anfertigen, verpflichtet werden, genaue Aufstellungen über die verwendeten Lieder zu verfassen. Laut einer Stellungnahme der GEMA seien an dieser Stelle Fakten in den Medien anders dargestellt worden. Insbesondere wurde von vielen Medien fälschlicherweise behauptet, dass in Kindergärten für das Singen bezahlt werden müsste. Richtig ist allerdings, dass gem. § 53 Abs. 4 UrhG lediglich für das Vervielfältigen von Noten und Liedtexten eine Genehmigung erforderlich ist.
In Bayern wurde der Streit durch Unterzeichnung eines Pauschalvertrages in Höhe von 290.000 Euro beigelegt, die aus den kommunalen Haushalten zu begleichen sind. Auch andere Bundesländer verhandeln über solche Verträge. Ein weiterer Pauschalvertrag besteht inzwischen mit dem Land Baden-Württemberg.

## Weitere Aufgaben der VG Musikedition
Schließlich nimmt die VG Musikedition unter anderem die gesetzlichen Vergütungsansprüche gemäß § 45a, §§ 60a ff UrhG und § 137l Abs. 5 UrhG wahr sowie die Rechte an vergriffenen Werken.

## Verteilung
Die Auswertung über die Nutzung des Repertoires der VG Musikedition sowie die Verteilung der Erträge erfolgt einerseits durch regelmäßige, detaillierte Erhebungen, die gemeinsam mit den Werknutzern durchgeführt werden, andererseits liegt es im Interesse der Rechteinhaber, Werknutzungen der VG Musikedition zu melden. In manchen Wahrnehmungsbereichen erfolgt die Verteilung der Einnahmen an die Rechteinhaber durch Netto-Einzelverrechnung. Die Verteilungsmodalitäten im Einzelnen werden von den Mitgliedern der VG Musikedition selbst bestimmt und richten sich nach den Bestimmungen des VGG.

## Gegenseitigkeitsverträge
Aufgrund von Gegenseitigkeitsverträgen mit ausländischen Schwestergesellschaften kann die VG Musikedition auch das Repertoire vieler Urheber aus anderen Ländern lizenzieren. Solche bilateralen Abkommen bestehen unter anderem mit Verwertungsgesellschaften in Österreich, der Schweiz, Dänemark, Norwegen, Finnland, Island, Belgien, Spanien, Frankreich, Luxemburg und Hong Kong.

## Kulturfonds
Die Förderung durch den Kulturfonds umfasst vor allem die finanzielle Unterstützung wissenschaftlicher Arbeiten, soweit sie sich auf das Arbeitsgebiet der VG Musikedition, insbesondere auf die Erschließung von Quellen und Dokumenten beziehen, sowie die Finanzierung von Notenausgaben, sofern die darin enthaltenen Werke bisher nicht oder nur unzureichend ediert waren. Der Kulturfonds ist Teil des Kulturauftrags, den Verwertungsgesellschaften erfüllen. Vorsitzender des Kuratoriums des Kulturfonds ist Michael Kube, Mitglied der Editionsleitung der Neuen Schubert-Ausgabe. Weitere Kuratoriumsmitglieder sind Stefanie Clement (Musikverlag Hofmeister) und Julia Ronge (Beethovenhaus Bonn).
Darüber hinaus ist die VG Musikedition Mitglied und zugleich Förderer des Deutschen Musikrates. So unterstützte sie beispielsweise den Kongress des Deutschen Musikrates zur Kirchenmusik (Einheit durch Vielfalt. Kirche macht Musik) vom 14. – 17. Oktober 2010 in Berlin.